# Mała Wieś (gemeente)
De gemeente Mała Wieś is een landgemeente in het Poolse woiwodschap Mazovië, in powiat Płocki.
De zetel van de gemeente is in Mała Wieś.
Op 30 juni 2004 telde de gemeente 6397 inwoners.

## Oppervlakte gegevens
In 2002 bedroeg de totale oppervlakte van gemeente Mała Wieś 108,91 km², waarvan:
- agrarisch gebied: 74%
- bossen: 16%

De gemeente beslaat 6,05% van de totale oppervlakte van de powiat.

## Demografie
Stand op 30 juni 2004:
| Omschrijving                   | Totaal | Totaal | Vrouwen | Vrouwen | Mannen | Mannen |
| ------------------------------ | ------ | ------ | ------- | ------- | ------ | ------ |
| eenheid                        | aantal | %      | aantal  | %       | aantal | %      |
| inwoners                       | 6397   | 100    | 3206    | 50,1    | 3191   | 49,9   |
| bevolkingsdichtheid (inw./km²) | 58,7   | 58,7   | 29,4    | 29,4    | 29,3   | 29,3   |

In 2002 bedroeg het gemiddelde inkomen per inwoner 1369,37 zł.

## Aangrenzende gemeenten
Bodzanów, Bulkowo, Iłów, Naruszewo, Słubice, Wyszogród